# Liste der Wappen in der Metropolitanstadt Rom
Die Liste der Wappen in der Metropolitanstadt Rom beinhaltet alle in der Wikipedia gelisteten Wappen der Orte in der Metropolitanstadt Rom (bis 2014 Provinz Rom) in der Region Latium in Italien. In dieser Liste werden die Wappen mit dem Gemeindelink angezeigt.

## Wappen der ehemaligen Provinz Rom

Provinz Rom
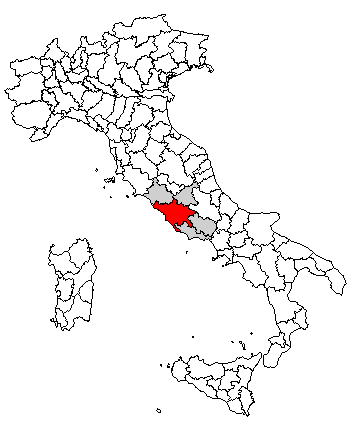
Lage der Provinz in Italien

## Wappen der Gemeinden der Metropolitanstadt Rom

Affile
Agosta Oberes Drittel des Schilds, rotes Benediktinerkreuz auf goldenem Grund. Untere zwei Drittel, ein Aquädukt auf blauem Grund. Das Kreuz erinnert an die historische Zugehörigkeit zur Benediktinerabtei Subiaco. Das Aquädukt symbolisiert die Aqua Marcia, die bei Agosta beginnt.
Albano Laziale Auf rot-silbernem Schild ein silbernes Schwein, das Ferkel säugt.
Allumiere Auf blauem Schild fünf grüne Berge. Darüber eine Stechpalme mit roten Beeren. Darauf ein gekrönter Adler.
Anguillara Sabazia
Anticoli Corrado Auf blauem Schild, drei Zypressen.
Anzio
Arcinazzo Romano Das Wappen zeigt den Ortspatron, den Heiligen Georg, der den Drachen bekämpft.
Ardea Das Wappen zeigt auf waagerecht geteiltem Schild oben auf rotem Grund einen silbernen Reiher im Flug. Unten auf hellblauem Feld ein antikes (griechisches) Schiff in Gold mit silbernem Segel über Meereswellen. Der Reiher spielt auf die lateinische Bedeutung von Ardea für Reiher an. Das Schiff ist ein Hinweis auf die Gründungslegende der Stadt, die von Ardeas Sohn von Odysseus gegründet worden sein soll.[1]
Ariccia Auf braunem Feld vor blauem Himmel ist die Nymphe Egeria mit einem Zepter in der linken und einem Strauß mit drei Blumen in der rechten Hand dargestellt.
Artena Silberne Burg mit zwei Türmen auf rot-grün geteiltem Schild.
Bellegra
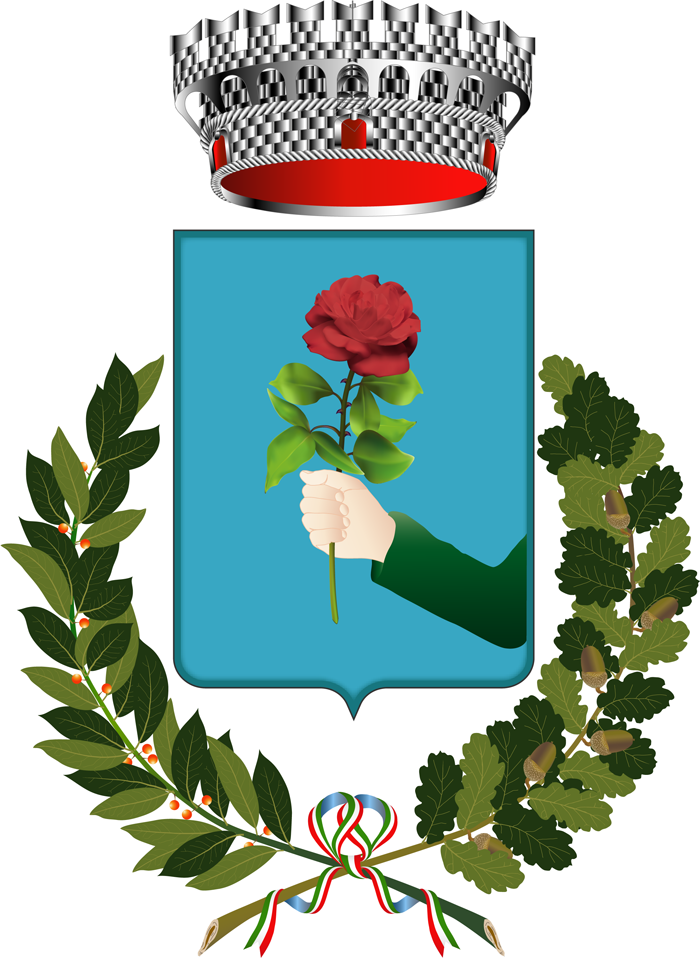
Bracciano Das Wappen zeigt einen ausgestreckten Arm mit einer roten Rose. Der Arm steht als redendes Wappen für braccio = Arm. Die Rose ist das Symbol der Orsini.
Camerata Nuova
Campagnano di Roma
Canale Monterano
Canterano
Capena
Capranica Prenestina
Carpineto Romano
Casape
Castel Gandolfo
Castel Madama
Castel San Pietro Romano
Castelnuovo di Porto
Cave Auf blauem Schild eine silberne Meerfrau mit zweigeteiltem, goldenen Fischschwanz und goldener Krone. Darüber ein sechszackiger, goldener Stern. Darunter eine silberne Taube.
Cerreto Laziale
Cervara di Roma Auf blauem Schild ein Hirsch in natürlichen Farben über drei grünen Bergen. Es handelt sich um ein redendes Wappen, da der Name „Cervara“ von den Hirschen (ital. = Cervi) abgeleitet ist, die in der Gegend häufig vorkamen.
Cerveteri Auf blauem Schild eine dreiköpfige Hirschkuh in natürlichen Farben. Sie trägt eine goldene Lanze mit einer roten Fahne mit den goldenen Buchstaben C und C. Das dreiköpfige Tier geht auf ein Relief zurück, das in der Banditaccia-Nekropole gefunden wurde.[2]
Ciampino
Ciciliano
Cineto Romano
Civitavecchia Blauer Schild mit Eiche in natürlichen Farben. Der Stamm wird flankiert von den goldenen Buchstaben O und C. Darunter das Motto SPQC. Laut einer Legende sollen die Bewohner von Leopoli sich unter einer Eiche versammelt haben, wo ihnen ein alter Seefahrer den Ratschlag (Bester Ratschlag = Ottimo Consiglio, daher die Buchstaben O C) gab wieder die Ruinen der alten Hafenstadt zu besiedeln.[3]
Civitella San Paolo
Colleferro
Colonna
Fiano Romano
Filacciano
Fiumicino Blaues Schild mit zwei grünen Streifen im unteren Viertel. Darauf ein roter Turm mit rundem Fenster. Darauf ein schwarzer Anker mit vier goldenen Ähren. Der Turm soll an die vielen Wachtürme an der Küste erinnern. Die blauen und grünen Streifen symbolisieren das Meer, das Land und den Fluss. Anker und Ähren stehen für die historischen Pfeiler der Wirtschaft, Seefahrt und Ackerbau.[4]
Fonte Nuova
Formello
Frascati
Gallicano nel Lazio Auf blauem Schild ein Hahn in natürlichen Farben auf grünem Boden. Links oben ein sechszackiger, silberner Stern. Es handelt sich um ein redendes Wappen, da der Name „Gallicano“ vom lateinischen „Gallus canit“ (der Hahn kräht) hergeführt wird.
Gavignano
Genazzano
Genzano di Roma
Gerano
Gorga
Grottaferrata Schwarzer Schild mit silbernem Gitter. Es handelt sich um ein redendes Wappen, da der Name „Grottaferrata“ vergitterte Grotte bedeutet.
Guidonia Montecelio
Labico
Ladispoli
Lanuvio Das Wappen stellt die antike Göttin Iuno Sospita Mater Regina dar, der im antiken Lanuvium ein Tempel geweiht war.[5]
Lariano
Licenza
Magliano Romano
Mandela
Manziana
Marano Equo
Marcellina
Marino
Mazzano Romano
Mentana
Monte Compatri
Monte Porzio Catone
Monteflavio
Montelanico
Montelibretti
Monterotondo
Montorio Romano
Moricone
Morlupo
Nazzano
Nerola
Nettuno
Olevano Romano
Percile
Pisoniano
Poli
Pomezia Das Wappen zeigt die antike Göttin der Früchte Pomona.[6]
Ponzano Romano
Riano
Rignano Flaminio
Riofreddo
Rocca Canterano
Rocca di Cave
Rocca di Papa
Rocca Priora
Rocca Santo Stefano
Roccagiovine
Roiate
Roviano
Sacrofano
Sambuci
San Cesareo
San Gregorio da Sassola
San Polo dei Cavalieri
San Vito Romano
Sant’Angelo Romano
Sant’Oreste
Santa Marinella
Saracinesco
Segni Auf rotem Schild eine silberne Burg, darüber ein goldener Greif, darunter die Buchstaben SPQS, umrandet mit einem Schriftband mit dem Wahlspruch „Signia Civitas prima romanorum colonia“.
Subiaco
Tivoli
Tolfa
Torrita Tiberina
Trevignano Romano
Vallepietra
Vallinfreda
Valmontone
Velletri
Vicovaro
Vivaro Romano
Zagarolo